# Saint-Martin-le-Redon
Saint-Martin-le-Redon là một xã thuộc tỉnh Lot tây nam Pháp. Xã có diện tích 10,6 km², dân số theo điều tra năm 1999 là 196 người. Khu vực này có độ cao trung bình 103 mét trên mực nước biển.